# Stradafüßler
Die Stradafüßler waren eine Räuberbande, die von 1822 bis 1827 das Grenzgebiet der Steiermark, des südlichen Niederösterreich sowie des heutigen Burgenlandes, damals Westungarn, mit Angst und Schrecken überzogen. Die Bezeichnung Stradafüßler bedeutet sinngemäß „Leute, die sich auf der Landstraße herumtreiben“, also Landstreicher und Diebe. Ihr Anführer Nikolaus Schmidhofer, genannt Holzknechtseppl, und einige weitere Bandenmitglieder wurden 1827, 1828 und 1830 in Pinkafeld und in Güns hingerichtet.

## Grundsätzliches
Bei der Lebensgeschichte des Holzknechtsseppls und der Geschichte seiner Räuberbande vermischen sich oft Wirklichkeit und Fiktion. In den Ortschaften des Einzugsgebietes des Räubers und seiner Bande gab es im Laufe des 19. Jahrhunderts eine rege Legendenbildung, sodass es oft sehr schwierig ist festzustellen, welche Ereignisse historisch korrekt sind.
siehe auch: Holzknechtseppl

## Organisation der Räuberbande
In einem Verhör gestand Schmidhofer, dass er sich in den „letzten Faschingstagen“ des Jahres 1822 den Stradafüßlern angeschlossen hatte. Das lässt darauf schließen, dass es schon vor ihm einen losen Zusammenschluss von Dieben und Deserteuren im Grenzgebiet gegeben hatte. Das Leid der Bevölkerung begann aber erst so richtig, nachdem er der Anführer der Bande geworden war.
Die Organisation setzte sich aus vielen Tätern zusammen, die mehr oder weniger viel Schuld auf sich luden. Manche gehörten zum harten Kern, andere waren Mitläufer im Sinne von Hehlern, Unterkunftgebern oder auch Beischläferinnen, damit waren verschiedene Frauen im Grenzgebiet gemeint, die Liebesbeziehungen mit einigen Bandenmitgliedern unterhielten. Viele dieser Personen verriet der Holzknechtseppl bereits bei seinem ersten Verhör durch die Kriminal-Untersuchungskommission zu Pinkafeld im Jahre 1826. Andere wiederum, darunter einige wichtige Haupttäter, hatte er vermutlich wohlweislich nicht erwähnt (diese sind durch andere Quellenangaben gekennzeichnet). Von den meisten kannte er nur den Räubernamen und nicht die offizielle Schreibweise:
- Gekrauster Seppl oder Krauster Sepp, eigentlich Joseph Michael Freyberger, (* 31. Jänner 1794 in Pertlstein; † 7. Juli 1827 mit dem Strange hingerichtet in Pinkafeld), Unterführer der Räuberbande; Deserteur; galt als besonders brutal
- Fleischhacker Hans, eigentlich Johann Niesner, (* um 1778 in Neufang bei Olmütz - † 7. Juli 1827 mit dem Strange hingerichtet in Pinkafeld), Unterführer der Räuberbande, Deserteur, galt als ebenfalls besonders brutal
- Geheimrat oder Naßl oder Kollerl, eigentlich Joseph Koller, (* 2. Februar 1801 in Althodis; † 7. Juli 1827 mit dem Strange hingerichtet in Pinkafeld), Deserteur
- Goldhauben oder Guckkasten, eigentlich Georg Richter, (* um 1800 in Bayern), Kundschafter der Bande war mit einem Leierkasten unterwegs
- Großer Tabakträger Lippel, eigentlich Philipp Brandmüller, († 1. März 1830 mit dem Strange hingerichtet in Güns), Deserteur
- Zigeuner Jantsi
- Zigeuner Seppel[2]
- Zigeuner Toni[2]
- Kropferter Paul von Neustift[2]
- Ghatscht Hansirgl (Hinkender Hans-Georg)[3]
- Schlosser, eigentlich Johann Gangl, galt als harmlos, war aber seinen Spießgesellen verfallen[4]
- Neunfingerl[5]
- Wasenmeister Hansel[6], ermordet von Johann Niesner
- Schulmeister von Pottendorf, eigentlich Franz Eichleutner, am 1. August 1827 in Eisenburg zum Tode durch den Strang verurteilt, danach zu schwerer Kerkerstrafe begnadigt
- Matthias Krodatsch[7], Wirt und Hehler, am 1. August 1827 in Eisenburg zum Tode durch den Strang verurteilt, danach zu schwerer Kerkerstrafe begnadigt
- Magdalena Witzelsberger[7], Wirtin in Litzelsdorf, Geliebte von Joseph Freyberger, am 1. August 1827 in Eisenburg zum Tode durch das Schwert verurteilt, danach zu schwerer Kerkerstrafe begnadigt
- Simon Laschober[7], Wirt in Mönichkirchen
- Maria Driwenschak[7], Geliebte von Simon Laschober
- Wiener Schuster[7], eigentlich Leopold Seichter († 27. Juli 1828 während der Haft in Pinkafeld verstorben)
- Passauer Seppl
- Maurer Toni
- Diener Wastl
- Jakom Franzel
- Kleiner Hansel
- Zigeuner Miska aus Kitzladen
- Kleiner Lippl (Philipp)
- Urban
- Schleider
- Jäger Natzel
- Böhmische Liesl
- Kralabatsch aus Höflein
- Mitzel des kleinen Hansel
- Gwandtner
- Albertl
- kleine Weber
- Butterhansel
- Anna Weber, Wirtin des Waldwirtshauses bei Unterschützen, Geliebte des Nikolaus Schmidhofer
- Frantschitsch, Herrschaftsverwalter von Unterschützen

Ihre kriminelle  Energie verwendeten die Räuber ausschließlich dazu, ihren eigenen Lebensunterhalt zu bestreiten. Die Zielgruppe ihrer Aktivitäten waren keine reichen Kaufleute, sondern in der Mehrzahl das gemeine Volk in Form von Besitzern bzw. Bewohnern von Bauernhöfen. Die Beute waren in der Regel Naturalien und Kleidung, also das, was man zum alltäglichen Leben brauchte. Von einer Robin-Hood-Romantik war somit weit und breit keine Spur, dies erklärt auch den Hass und die Angst, welche ihnen von der Bevölkerung entgegengebracht wurden.
Ihre Raubzüge führten die Stradafüßler in einem Gebiet durch, das von Wildon, Mariazell bis Steinamanger, Eisenstadt, Pamhagen und Preßburg reichte. Während die Steiermark und Niederösterreich jenes Gebiet war, in denen die Verbrechen verübt wurden, diente Westungarn, also das heutige Burgenland, als Rückzugsgebiet. Hier waren es die Schenken in Ollersdorf, Unterschützen, Rotenturm und Litzelsdorf, in denen sie sich sicher fühlten. Mit einigen der Besitzerinnen der Gasthäuser hatten die Raubgesellen auch Liebesbeziehungen. So war die Gastwirtswitwe Magdalena Witzelsberger aus Litzelsdorf die Geliebte von Joseph Freyberger, während Nikolaus Schmidhofer eine Hassliebe mit Anna Weber, der Wirtin des Waldwirtshauses in der Wartenau in Unterschützen, verband. Um in diesen Rückzugsgebieten unbehelligt zu bleiben, hielten sich die Räuber anfangs mit ihren Missetaten sehr zurück und erkauften sich manchmal die Gunst der Wirtshausbesucher durch Großzügigkeit.

## Die Verbrechen der Stradafüßler

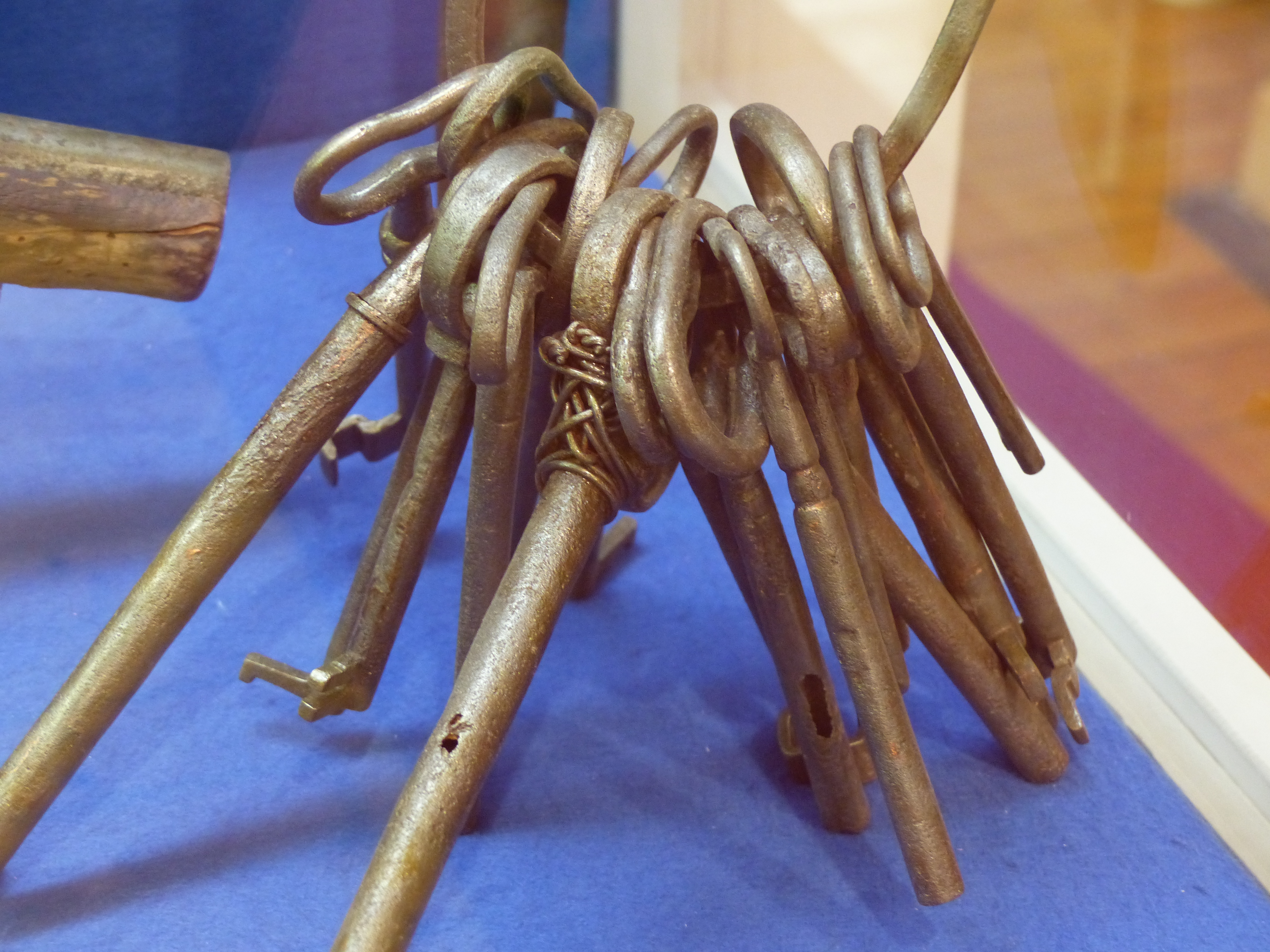
Bund mit Nachschlüsseln im Stadtmuseum Pinkafeld, der von der Bande benutzt wurde.

Wie eingangs bereits erwähnt, hatte es im 19. Jahrhundert eine rege Legendenbildung rund um die Taten der Räuberbande gegeben. Die Geschichte der Stradafüßler wurde von Generation zu Generation weitergegeben und oftmals mit immer mehr Details ausgeschmückt. Dazu beigetragen hatte auch das brutale Verhalten der Räuber gegenüber ihren Opfern, das sich in zum Teil sehr schaurigen Erzählungen niederschlug. Besonders die beiden Unterführer Joseph Freyberger und Johann Niesner waren wegen ihrer Brutalität und Freude am Foltern und Quälen gefürchtet. Niesner soll nicht von ungefähr den Räubernamen Fleischhacker Hans getragen haben. Zwar halten viele dieser Legenden einen Vergleich mit den Prozessakten nicht stand, trotzdem sind viele der Geschichten auch fast 200 Jahre nach dem tatsächlichen Geschehen noch immer im Umlauf.
Gleich bei ihrem ersten Verhör in Pinkafeld gestand die Bande 14 Diebstähle, 22 Raube, zwei Kirchenraube, drei Vergewaltigungen, zwei Brandlegungen und 10 Morde. Diese Zahl steigerte sich im Laufe der Verhandlung auf 14 Morde, 54 Raube, 48 Diebstähle, 4 Vergewaltigungen und 3 Brandlegungen. Der finanzielle Schaden wurde mit 23.844 Gulden angegeben, zum Vergleich dazu kostete damals eine Kuh zwischen 100 und 150 Gulden.
Der Volksmund weiß außerdem auch über viele Begegnungen mit den Mitgliedern der Räuberbande zu berichten, die harmlos waren oder glimpflich ausgingen. Die meisten dieser Ereignisse sind natürlich nach so langer Zeit kaum auf ihren Wahrheitsgehalt prüfbar.
Eine Geschichte, welche die Zeit überdauerte, und mit ziemlicher Sicherheit wahr sein dürfte, war der Überfall auf den Gassen-Bauern-Hof von Philipp und Anna Wagner in Königsberg, Gemeinde Aspangberg-St. Peter. Die Stradafüßler wollten dem Bauernehepaar jenes Geld stehlen, das es durch den Verkauf von Ochsen verdient hatte. Da sich beide weigerten, den Verkaufserlös auszuhändigen, tauchten die Räuber die Hände der Bäuerin in einen Teig, den sie gerade zubereitet hatte. Dann hielten sie ihre Hände in das siedende Fett. Die Frau überlebte zwar die Tortur, starb aber an deren Folgen am 6. Dezember 1824 im Alter von 28 Jahren (Sterbebuch Aspang VII/181). An dieses Ereignis erinnerte zuerst ein Holzmarterl, das, nachdem es vermorscht war, 1971 durch einen Gedenkstein ersetzt wurde.
Eine Berufsgruppe, die es den Räubern besonders angetan hatte, waren die Glaser. Diese zogen oft von Haus zu Haus und trugen ihre Glasscheiben in einem Tragegestell („Kraxn“) auf dem Rücken mit, um bei den Bauernhäusern kleine Reparaturarbeiten durchführen zu können. Der Legende nach ließen sie die armen Gesellen, die ihnen in die Hände gefallen waren, mitsamt ihren Gläsern Bäume hinaufklettern und schossen sie dann vom Gipfel herunter. Der Aufprall der Gläser soll dem Diebsgesindel und hier vor allem dem Holzknechtseppl eine große Freude bereitet haben. Einen derartigen Vorfall mit einem toten Glaser gab es zwischen Schmiedrait und Götzendorf. Ein Ortsried in diesem Gebiet heißt Glasgraben, eventuell steht der Name mit diesem Ereignis in Verbindung. Einen erst 15-jährigen Glasträger aus der Slowakei erwischte es auf die gleiche Art, als der Holzknechtseppl mit seiner Räuberbande seine Geburtsgegend, die Tyrnau heimsuchte. Ein dritter derartiger Vorfall soll sich in Kaltenberg, Gemeinde Lichtenegg, zugetragen haben. Ein Dreifaltigkeitsmarterl im Reintalwald unweit des Tatortes aufgestellt, soll noch heute an den ermordeten Glaser erinnern.
In einigen Überlieferungen über die Untaten der Räuberbande sind auch Todesfälle beschrieben, bei denen die Opfer gefesselt in Ameisenhaufen gelegt wurden. So zum Beispiel soll es ein Mädchen an einem unbekannten Ort in der Steiermark erwischt haben sowie einen Hausierer in Tyrnau, der Heimat von Nikolaus Schmidhofer.
Laut Volksmund waren der Holzknechtseppl und seine Spießgesellen in der Tyrnau auch für den Mord an Anna Wurm und ihren zwei Kindern, Maria (15 Jahre) sowie Katharina (8 Jahre) verantwortlich. Während es sich bei dieser Begebenheit wahrscheinlich um eine Legende handelt, ist ein ähnlicher Kriminalfall eindeutig historisch belegt. Die Opfer waren die Wegmacherfamilie Kerschbaumer, die in einer Hütte am Sattelweg in Trattenbach am Sonnwendstein lebte. Die Familie gehörte dem Hehlerkreis der Stradafüßlern an und gab den Räubern immer wieder Unterkunft. Im Mai 1826 hatten sich Nikolas Schmidhofer und Joseph Freyberger für einige Tage bei den Kerschbaumern aufgehalten und wurden dabei von der Frau des Wegemachers, Josefa Kerschbaumer, provoziert. Sie wollte von ihnen Geld für den Aufenthalt. Dies verärgerte die beiden Verbrecher derart, dass es in der Nacht 11. auf den 12. Mai 1826 zur Katastrophe kam. Der Holzknechtseppl und der Gekrauste Sepp ermordeten die Eltern Franz und Josefa Kerschbaumer sowie deren Tochter Maria (je nach Quelle zwischen 12 und 16 Jahre alt) und zündeten das Haus der Familie an. Es gab außerdem mit der Ziehtochter Juliane (ja nach Quelle zwischen 3 und 10 Jahre alt) ein viertes Todesopfer, das vermutlich bei lebendigen Leib verbrannte, weil es die Räuber vergessen hatten, wie Schmidhofer später im Verhör zugab.
Im Reich der Legende sind vermutlich die Geschichten angesiedelt, in denen der Holzknechtseppl von sich behauptete, schon sieben Kinderherzen gegessen zu haben und er auf die Zahl von neun Herzen kommen wolle, um unsichtbar zu werden. In den verschiedenen Überlieferungen haben sich auch zwei Morde an Kindern, nämlich in Edlitz und im Raxgebiet erhalten. In Riedlingsdorf soll er ein 8-jähriges Mädchen, als er in dessen Elternhaus übernachtete, nur deswegen verschont haben, weil es die ganze Nacht so unruhig war. Wäre es ruhig gewesen, erklärte er ihren Eltern am nächsten Tag, hätte er es ermordet.
Historisch nachweisbar sind wiederum die Morde von Joseph Freyberger alias Gekrauster Sepp an einem gewissen Mathias Mihalits aus Eisenstadt sowie an dem Bandenmitglied Wasenmeister Hansel. Zwei Tote gab es auch beim Ausbruch der Stradafüßler am 31. Mai 1827 aus ihrem Gefängnis in Pinkafeld. Die Räuber ermordeten dabei den Korporal der Wachmannschaft sowie den Pinkafelder Siebmachermeister Andreas Hutter. Einen dieser beiden hatte Joseph Koller alias Geheimrat zu verantworten. Er wurde außerdem des Mordes an einem Juden zwischen Klingenbach und Ödenburg schuldig gesprochen.

## Verhaftung und Verurteilung der Bande

### Bildung der Kommission und erste Verhaftung

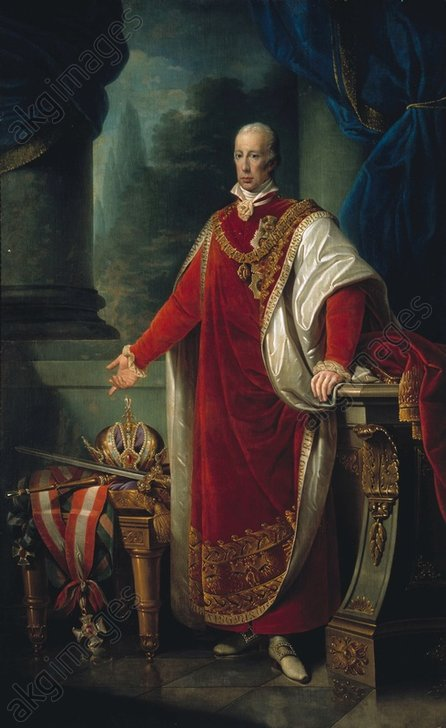
Im Jahre 1826 musste sich sogar Kaiser Franz II./I. mit dieser Angelegenheit befassen, Gemälde von Giuseppe Tominz, 1821

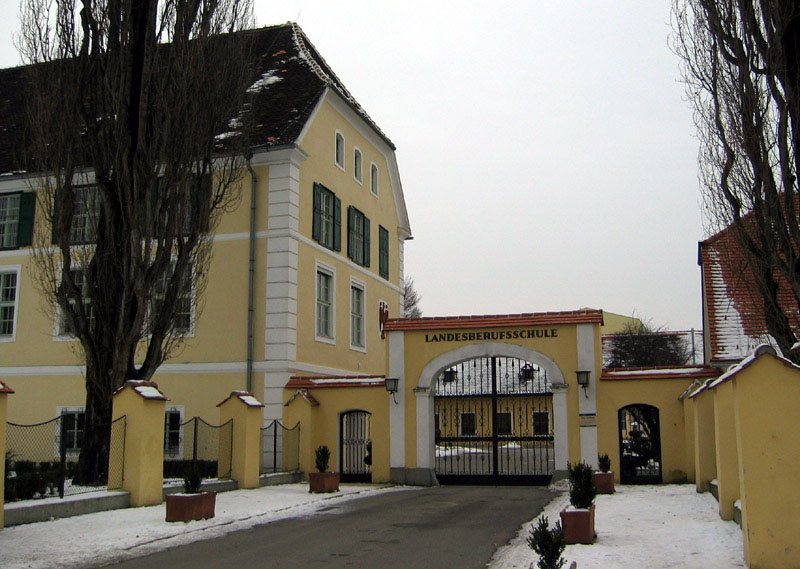
Schloss Batthyány in Pinkafeld, beherbergt heute eine Berufsschule

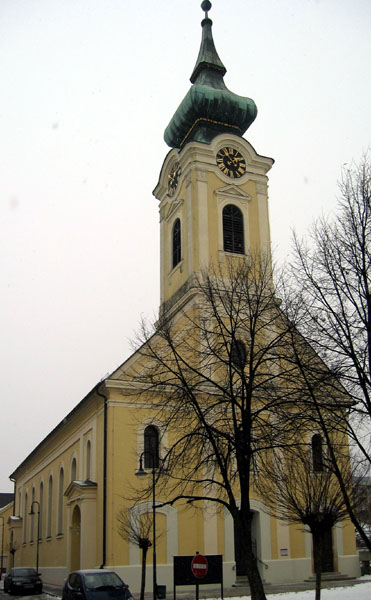
Unmittelbar neben der Evangelischen Kirche erschossen die Flüchtenden den Siebmachermeister Andreas Hutter

Die Bande wurde im Laufe der Jahre immer frecher. Pfarrer Joseph Michael Weinhofer berichtete in seinem Schulprotokoll, dass am 8. Juni 1826 in Pinkafeld vier rüstige Kerle durch das Dach in das Haus von Joseph Supper eindrangen und ihn und seine Frau verletzten. Einen Tag später verübten sie einen Kirchenraub in Dechantskirchen.
Die Plage hatte nun eine Dimension erreicht, dass sich nun auch Kaiser Franz II./I. mit dieser Angelegenheit beschäftigten musste. Ein Problem dabei war, dass sich für diesen Fall vier verschiedene Institutionen zuständig fühlten: das Erzherzogtum unter der Enns (Niederösterreich), des Herzogtum Steiermark, das Königreich Ungarn sowie die Militärjustiz, letztere weil einige der Verbrecher Deserteure waren. Um die Vorgangsweise dieser vier Organisationen besser zu koordinieren, wurde in Pinkafeld 1826 eine spezielle Kriminal-Organisation im Schloss Batthyány eingerichtet.
Über die näheren Umstände der Einrichtung dieser Kommission bzw. der Gefangennahme der Räuber gibt es unterschiedliche Informationen in den historischen Quellen. In der Schulchronik von Pfarrer Weinhofer wird berichtet, dass diese Kommission erstmals am 23. Jänner 1827 in Schloss Batthyány zusammentraf. Von Seiten Österreichs und der Steiermark wurden dazu der Leobener Oberbannrichter Herr von Gräfe und der Grazer Magistratsrat Herr von Pontner entsandt. Vertreter des Militärs war
Herr von Petrovics und jener von Ungarn der edle Herr Ignatz von Szerdahelyi, der mit der Leitung der Kommission betraut wurde.
Über die Gefangennahme der wichtigsten Vertreter der Stradafüßler hat sich im Pinkafelder Raum die Geschichte erhalten, dass am 12. März 1827 Schmidhofer, Freyberger, Niesner sowie 10 weitere Bandenmitglieder von Riedlingsdorfer Mähern dabei gesehen wurden, wie sie zum Waldwirtshaus in der Wartenau bei Unterschützen gingen. Die von den Riedlingsdorfern alarmierten Soldaten konnten daraufhin das Wirtshaus umstellen und die Bande festnehmen.
Für Christoph Tepperberg, den Leiter des Österreichischen Kriegsarchives und ausgewiesenen Experten für diese Materie, vermischen sich hier Dichtung und Wahrheit. Seinem Forschungsstand entsprechend wurde die Kommission bereits 1826 eingerichtet und die Stradafüßler befanden sich schon im Herbst 1826 in Haft, aus der ihnen am 30. Mai 1827 für kurze Zeit der Ausbruch gelang. Aus seiner Sicht trug sich diese Episode der Gefangennahme entweder schon im Herbst des Jahres 1826 oder im Zuge der vollständigen Wiedereinbringung der Haupttäter am 13. Juni 1827 zu. Für letzteres Datum spricht die Genehmigung der k.k. Allgemeinen Hofkammer vom 30. September 1827 namhafte Beträge als Belohnung für die Wiedereinbringung der Verbrecher auszuzahlen.

### Ausbruch aus dem Gefängnis am 30./31. Mai 1827

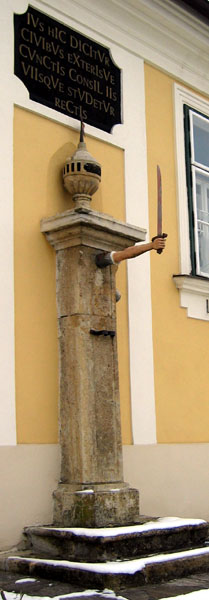
Der Pinkafelder Pranger, an dem Nikolaus Schmidhofer drei Tage verbringen musste

Historisch gesichert ist das Datum des Ausbruches aus dem Gefängnis, welches im eigens dafür angemieteten Mathias-Obergmeiner-Haus untergebracht war. Die Bewachung bestand aus Soldaten des Radivojevischischen Infanterie-Linienregimentes. Da sich die Verhandlungen in die Länge zogen, konnten die inhaftierten Haupttäter Schmidhofer, Freyberger, Niesner und 14 andere, einen Soldaten der Schildwache bestechen. Sie versprachen ihm die Summe von 700 Gulden, wenn er ihnen zwei Taschenfeitl (Taschenmesser) zukommen ließe, was dieser auch tat. Zwei Wochen lang sägten sie mit den Taschmessern an den Kettenringen, mit denen ihre Füße gefesselt waren. Um sich durch die Sägegeräusche nicht zu verraten, beteten sie laut den Rosenkranz. In der Nacht von 30. auf 31. Mai 1827 zwischen 0 und 1 Uhr gelang sieben Inhaftierten schließlich die Flucht. Dabei erschossen sie den wachhabenden Korporal der Schildwache und in der Kirchengasse unmittelbar neben der Evangelischen Kirche gab es ein zweites Opfer. Der Pinkafelder Siebmachermeister Andreas Hutter stellte sich ihnen unerschrocken in den Weg und bezahlte dafür mit seinem Leben. Einige weitere Soldaten sowie ein zweiter Zivilist wurden außerdem verletzt. Die Sturmglocke läutete die Pinkafelder aus dem Schlaf.
Die Angst der Bürger war so groß, dass sich Pinkafeld und die umliegenden Gemeinden Willersdorf, Oberschützen, Grafenschachen, Aschau, Kroisegg und Riedlingsdorf mit einer Petition an den Kaiser wandten und die Einleitung des Standrechtes beantragten. Obwohl Kaiser Franz II./I. über den Arrestbruch der Stradafüßler sehr erbost war, untersagte er die standrechtliche Behandlung, also die sofortige Hinrichtung, der Geflohenen bei einer eventuellen Gefangennahme.
Am 1. Juni erließ der Leiter der Untersuchungskommission, Ignatz von Szerdahelyi, einen Steckbrief, in dem der Ausbruch der Stradafüßler und die dabei erfolgten Untaten beschrieben waren. Den Obrigkeiten der Städte und Dörfer wurde aufgetragen, Wälder, größere Bäume und Schluchten, vor allem aber einsam gelegene Häuser für die nächsten 14 Tage durch sechs rüstige Männer bewachen zu lassen. Für jeden flüchtigen Räuber wurde ein Kopfgeld von 50 Dukaten ausgesetzt, während für etwaige Unterstützung der Flüchtenden schwerste Strafen in Aussicht gestellt wurden. Der Steckbrief enthielt außerdem eine Personenbeschreibung von vier Haupttätern:
Nikolaus Schmidhofer alias Holzknechtseppl wurde in dem Steckbrief als großer, untersetzter Mann beschrieben, mit runder, gutgefärbter Gesichtsbildung und breiter Stirn. Er hatte laut diesem Dokument lichtbraune Augen und dunkelbraune Wimpern, schöngeformte, schmale Augenbrauen sowie eine länglich gespitzte Nase mit einem kleinen Mund. Er hatte ein rundes Kinn und gesunde weiße Zähne. Seine dunkelbraunen Haare und sein Bart waren kurz geschnitten und laut Steckbrief fehlte ihm an der linken Hand das erste Glied.
Georg Richter alias Goldhaube wurde beschrieben mit großer, starker Statur sowie einem etwas breiten voll sommersprossigen Gesicht. Er trug rotes kurzgeschnittenes Haar, hatte graue Augen, eine mittlere Nase und starke Backenknochen. Joseph Freyberger alias Gekrauster Sepp wurde mit großer untersetzter Statur beschrieben. Er hatte schwarzes Haar sowie schwarze Augenbrauen und auch einen schwarzen Bart. Die Augen waren grau und die Nase gespitzt. Joseph Koller alias Naßl alias
Geheimrat wurde als untersetzt beschrieben mit länglichem blassen Gesicht. Die spitze Nase war etwas „hervor ragend“ und die grauen Augen waren tief liegend. Aus dem Steckbrief ging auch hervor, dass es sich bei Richter, Freyberger und Koller um Deserteure handelte. Johann Niesner, der Fleischhacker Hans, war interessanterweise in diesem Dokument nicht angeführt.
Der Steckbrief, der Druck des Kaisers und vermutlich die in Aussicht gestellte Belohnung zeigten bald Wirkung. Binnen 14 Tagen konnte die Bande wieder eingefangen werden. Ob dies, wie Christoph Tepperberg vermutet, dank der Riedlingsdorfer Mäher erfolgte oder ob Schmidhofer, wie eine andere überlieferte Version erzählt, von einer Frau wegen des Kopfgeldes verraten wurde, kann nicht mehr eindeutig geklärt werden.

### Verurteilung und Hinrichtung der Haupttäter

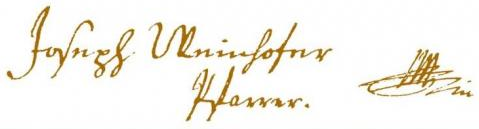
Unterschrift von Pfarrer Michael Weinhofer.

#### Verurteilung und Hinrichtung von Joseph Koller, Johann Niesner und Joseph Freyberger am 7. Juli 1827
Da es sich bei Joseph Koller, Johann Niesner und Joseph Freyberger um Deserteure handelte, wurden sie in Güns vor ein Militärgericht gestellt und dort zum Tode durch den Strang verurteilt.
Joseph Koller alias Geheimrat wurden viermalige Desertion, 8 Diebstähle und 2 Raube mit einem Gesamtschaden von 901 Gulden zur Last gelegt, außerdem der Mord an einem Juden zwischen Ödenburg und Klingenbach sowie beim Ausbruch aus dem Gefängnis in Pinkafeld der Mord an dem wachhabenden Korporal.
Johann Niesner alias Fleischhacker Hans wurden dreimalige Desertion, 12 Raube und 6 Diebstähle mit einem Gesamtschaden in der Höhe von 558 Gulden vorgeworfen. Außerdem wurde auch er für zwei Morde verantwortlich gemacht. So hatte er laut Gericht in Eisenstadt einen gewissen Mathias Mihalits umgebracht und auch seinen Kumpanen Wasenmeister Hansel auf dem Gewissen.
Joseph Freyberger alias Gekrauste Sepp wurden zweimalige Desertion, drei Brandlegungen, 18 Raube sowie der Diebstahl in einem Schloss in der Steiermark zur Last gelegt. Außerdem zwei Morde, die nicht genauer beschrieben sind.
Die drei Mörder wurden nach der Urteilsverkündigung nach Pinkafeld rücküberstellt, wo am 7. Juli 1827 die Hinrichtung stattfinden sollte. Pfarrer Weinhofer hatte die Aufgabe am 6. Juli den Todeskandidaten die letzte Wegzehrung zu überbringen. Er machte dies in sehr großem Rahmen, in dem er feierlich mit der Schuljugend betend und singend voran von der Kirche zum Gefängnis zog, wo er von einer großen Menge erwartet wurde und die Gelegenheit gleich zur Ermahnung der Bevölkerung nutzte. Die Hinrichtung fand am nächsten Tag, einem Samstag, statt. Nicht weniger als 8000 Zuschauer wohnten diesem Schauspiel auf dem Pinkafelder Gerichtsberg bei.
Laut Weinhofer-Chronik wurde als Erster Joseph Koller gehängt. Er starb reumütig und bat die Anwesenden um Verzeihung. Johann Niesner war der Zweite an der Reihe und flehte, als ihm der Henker den Strick um den Hals legte, zweimal laut Gott um Erbarmen an. Als Dritter wurde Joseph Freyberger gehängt. Er verlor kein Wort und wurde besinnungslos als auch ihm der Scharfrichter den Strick anlegte. Freyberger hatte sich erst in den beiden letzten Tagen vor der Hinrichtung mit seinem Schicksal abgefunden, seinen Frieden mit Gott gefunden und öffentlich um Verzeihung gebeten. Bei der Verurteilung in Güns hatte er noch getobt und das Gericht beschimpft, sodass er mit 17 Stockstreichen gezüchtigt werden musste.
Weinhofer nutzte auch diese Gelegenheit vor so einer großen Menschenmenge zu sprechen, um die Bevölkerung neuerlich zu mahnen auf dem rechten Weg zu bleiben.

#### Verurteilung weiterer Bandenmitglieder in Eisenburg (Vasvar) am 1. August 1827
Das nächste Urteil gegen Mitglieder der Bande fällte das Gericht des Eisenburgers Komitates am 1. August 1827. Auch hier wurden einige der Täter zum Tode verurteilt, jedoch wandelte Kaiser Franz diese Todesurteile in schwere Kerkerstrafen um.
Zum Tod durch den Strang waren ursprünglich Franz Eichleutner, Schulleiter aus Pottendorf, sowie Matthias Krodatsch, Wirt und Hehler, verurteilt worden. Zum Tode durch das Schwert war die Wirtin von Litzelsdorf Magdalena Witzelsberger, die Geliebte von Joseph Freyberger, verurteilt worden. Auch ihre Hinrichtung wurde durch den Gnadenakt des Kaisers in eine Kerkerstrafe umgewandelt. Simon Laschober bekam drei Jahre Arrest sowie halbjährlich 30 Peitschenhiebe, seine Geliebte Maria Driwenschak erhielt ein halbes Jahr Arrest sowie 40 Peitschenhiebe.
Leopold Seichter, Schuhmacher aus Wien, ein weiteres Bandenmitglied, verstarb vor seiner Urteilsverkündigung am 27. Juli 1827 im Gefängnis an Brustwassersucht.

#### Hinrichtung von Nikolaus Schmidhofer in Pinkafeld am 20. November 1828
Der Anführer der Bande, Nikolaus Schmidhofer alias Holzknechtseppl, verbrachte bis zu seiner Hinrichtung am 20. November 1828 mehr als 16 Monate in Haft. Ihm wurden die Beteiligung an 14 Morden, wobei er selbst 5 beging, 3 Brandlegungen, 54 Raube bzw. Beteiligung an solchen, 48 Diebstähle bzw. Beteiligung an solchen, 2 öffentliche Gewalttätigkeiten, 4 Vergewaltigungen sowie feuergefährliche Brandlegungen zur Last gelegt. Der Schaden, den er und seine Kumpane angerichtet hatten, wurde auf 23824 Gulden taxiert.
Die Weinhofer-Chronik berichtet aber auch von einer bemerkenswerten Wandlung des Übeltäters. In der Zeit seiner Haft, vermutlich auch wegen des Einflusses von Pfarrer Weinhofer, wandelte er sich vom Saulus zum Paulus. Dies drückt sich auch in einem Abschiedsbrief aus, den er, ob diktiert oder persönlich geschrieben, lässt sich nicht mehr feststellen, am 17. November 1828 an seine beiden Schwestern richtete. Er beschrieb darin, dass er sich ursprünglich dem Militärdienst entziehen wollte und dann immer mehr auf die schiefe Bahn geriet. Schmidhofer verglich in diesem Brief seinen Irrweg mit dem eines Feuers, das am Beginn nur ein kleiner Funke war und dann in einer alles verzehrenden Flamme aufging. Er sah sich selbst als abschreckendes Beispiel und sorgte sich um die Entwicklung der Kinder seiner Schwestern. Schmidhofer bat auch um Verzeihung und hoffte auf die Gnade Gottes. Unterschrieben wurde der Brief mit Euer Sterbender Bruder Nikolaus Schmithofer Holzknecht Sepl. Der Brief selbst überdauerte die Jahrhunderte auf abenteuerlichem Wege.
Pfarrer Weinhofer berichtete weiters, dass sich Nikolaus Schmidhofer mit ihm geschenkten Geld weiße feine Leinenwäsche machen ließ und fortwährend betete, als er drei Tage in Pinkafeld am Pranger stand. Er empfing die heiligen Sakramente und sah in Ruhe seiner Hinrichtung entgegen. Am 20. November 1828, einem Donnerstag, versammelten sich bis zu 20000 Menschen auf dem Gerichtsberg, um dem Schauspiel der Hinrichtung des Holzknechtseppls beizuwohnen. Bevor Schmidhofer zur Hinrichtungsstätte geführt wurde, kniete er noch vor dem Kruzifix, betete er für die Obrigkeit und die Menschen, die er ermordet oder denen er einen Schaden zugefügt hatte. Wie Weinhofer in der Schulchronik schrieb, starb er ohne Todesschweiß und bat noch im Hinaufziehen zum Galgen alle Anwesenden um Vergebung und erinnerte sie, sich an ihm ein warnendes Beispiel zu nehmen. Die ganze Zeremonie hatte auf die anwesende Menschenmenge eine große Wirkung.
Am nächsten Tag hielt Pfarrer Weinhofer eine Standrede, in welcher er noch einmal von den Missetaten des Holzknechtseppls aber auch von dessen positiven Wandlung am Ende seines Lebens berichtete.

#### Hinrichtung von Philipp Brandmüller in Güns am 1. März 1830
Ihren Abschluss fand die Verfolgung der Stradafüßler-Bande mit der Hinrichtung des Deserteurs Philipp Brandmüller alias Großer Tabakträger Lippl am 1. März 1830 in Güns.

## Resümee
Die Geschichte der Stradafüßler stellt den bedeutendsten Kriminalfall in der Region des Dreiländereckes Steiermark, Niederösterreich und Burgenland dar. Fünf Jahre lang terrorisierte die Bande die Bewohner und ermordete mindestens 14 Menschen. Zahlreiche Sachgüter wurden entwendet oder zerstört und die Angst war im Alltag der Menschen allgegenwärtig. Diese Umstände machten es sogar notwendig, dass sich der Kaiser zweimal aktiv in das Geschehen einbringen musste. All das hat dazu geführt, dass die Geschichte vom Holzknechtseppl, dem Fleischhacker Hans, dem Gekrausten Sepp und den anderen Übeltätern noch heute Teil des Volksgutes dieser Gegend ist.

## Trivia
Geschichten über die Räuberbande und ihren Anführer waren Gegenstand von Theaterproduktionen und Dissertationen:
- Die Theatergruppe Serapionstheater gestaltete 1973 das Theaterstück „Die Stradafüßler“ (nach einer Episode aus der Pinkafelder Chronik des Joseph Michael Weinhofer).[25]
- Die Musical & Stage - Dance Company Burgenland gestaltete 2009 ein Jugendmusical in zwei Akten, wobei im zweiten Akt auf die Geschichte des Holzknechtseppls eingegangen wurde.[26]
- Johannes Pratl widmete der Geschichte des Holzknechtseppls in seiner Dissertation über Pfarrer Joseph Michael Weinhofer einige Seiten.[27]
- Der Gunstverein erzählte die Geschichte der Stradafüßler und dessen Anführer mit Texten von Nikolaus Link im Rahmen des Viertelfestival durch einen Erzähler, Musikstücke und Szenen im Sommer 2019 in Gasthäusern der Buckligen Welt und Umgebung unter dem Namen: ”Die Räuberpassion”.[28]